# 370 Modestia
370 Modestia è un asteroide della fascia principale. Scoperto nel 1893 da Auguste Honoré Charlois nella città di Nizza, presenta un'orbita caratterizzata da un semiasse maggiore pari a 2,3240891 UA e da un'eccentricità di 0,0907090, inclinata di 7,87184° rispetto all'eclittica.
Il suo nome è dedicato alla virtù della modestia.